# Глазок (Тамбовская область)
Глазо́к — село в Мичуринском районе Тамбовской области России. 
Административный центр Глазковского сельсовета. 

## География
Расположено на левом берегу реки Лесной Воронеж, в 26 км к северо-востоку от райцентра, города Мичуринска и в 65 км к северо-западу от Тамбова.

## Население
| 1989 | 2002  | 2010  |
| ---- | ----- | ----- |
| 1731 | ↘1523 | ↘1341 |

Согласно результатам переписи 2002 года, в национальной структуре населения русские составляли 97 % от жителей.

## История
Село Глазок было основано в 1637 году козловским воеводой И. Биркиным. В писцовой книге князя Несвитского, которая датируется 1651-1652 годами, записано: «село Глазок на реке, на Лесном Воронеже и на устье речки Глазка, а в нем церковь... И всего в селе Глазку 64 двора, да четыре места дворовых помещиковых. А людей 252 человека. Пашни паханные, добрые земли, 477 четвертей, да дикого поля на пашню 2509 четвертей»
Название, на основании топонимических данных, происходит от диалектизма «глаз». Так местное население называет открытую поверхность воды, которая смотрит из болота или озера, заросшим по берегам камышом, словно чей‐то глаз.
В начале XX века в селе, кроме сельских домов, находился магазин, церковь и почтово-телеграфная контора.
С 1928 до 1959 гг. село было административным центром Глазковского района, который входил с 1928 до 1930 гг. в Козловский округ Центрально-Чернозёмной области, с 1930 года — напрямую в Центрально-Чернозёмную область, с 1934 года — в Воронежскую область, с 1937 года — в Тамбовскую область. С 1959 года село входит в Мичуринский район Тамбовской области.
В послевоенные годы в районном центре Глазок был совхоз―миллионник, в нескольких школах обучалось около тысячи детей, была одна из лучших больниц района с несколькими отделениями.
В настоящее время в селе 30 улиц. Функционирует сельсовет, работает СХПК «Глазковский», находится центр по производству растительного масла АО «Румас», электроподстанция. Работают отделения связи, Сбербанка, в средней школе идут занятия. Есть библиотека, Дом культуры, кафе, больница и аптека. Имеется церковь Рождества Христова.
Завершилась реконструкция спортивного зала и построена летняя сцена.
Сегодня в селе действует средняя школа, одна из старейших школ в стране. Она была открыта 1 марта 1846 года за счет "мирского сбора" и называлась, как большинство таких учреждений в царской России, "школа грамоты". 

## Известные уроженцы и жители
- Шерстов, Николай Николаевич — Герой Советского Союза.
- В селе в 50‐х годах XX века писатель Б. К. Панов работал редактором районной газеты.[9]